# LL-12 (Spanje)
De LL-12 of L-12 is een Spaanse weg, aangelegd in 1986, hetzelfde jaar als waarin de autopista AP-2 is opgeleverd. De LL-12 verbindt deze weg met het centrum van Lleida. Deze weg heeft, tot de aansluiting met de LL-11, drie op- en afritten.
Voor de naamsverandering van autovías en autopistas in Spanje, december 2003, was de naam van deze weg N-236.

## Afritten
- Vanaf het tolplein bij de AP-2 voert de weg naar het zuiden van de stad.
- Bij de aansluiting met de C-13 kan men de zuidoostelijke randweg pakken.
- De weg eindigt bij de verlenging van de N-240 die verbindt met de LL-11.